# 1921 a sportban
1921 főbb sporteseményei a következők voltak:
- március 15.–április 28. – a Capablanca–Lasker sakkvilágbajnoki párosmérkőzés Havannában, amely Capablanca 9–5 arányú győzelmével végződött.
- Az MTK nyeri az NB1-et. Ez a klub kilencedik bajnoki címe.

## Születések
- ? – Peter Molloy, ír labdarúgó († 1973)
- január 1. – Clifford Bourland, olimpiai bajnok amerikai futó († 2018)
- január 9. – Keleti Ágnes, a magyar tornasport legeredményesebb versenyzője, ötszörös olimpiai bajnok, akit 2004-ben a nemzet sportolójává választottak († 2025)
- január 12. – John Davis, amerikai súlyemelő († 1984)
- január 15. – Cliff Barker, amerikai kosárlabdázó († 1998)
- január 28. – Karl Schlechta, osztrák labdarúgó, edző († 2016)
- február 7. – Jesse Freitas, amerikai amerikaifutball-játékos († 2020)
- február 12. – Albert Axelrod, olimpiai bronzérmes amerikai tőrvívó († 2004)
- február 22. – Sune Andersson, olimpiai bajnok svéd válogatott labdarúgó, edző († 2002)
- március 6. – Piero Carini, olasz autóversenyző, Formula–1-es pilóta († 1957)
- március 24. – Vaszilij Vasziljevics Szmiszlov, szovjet sakknagymester, sakkvilágbajnok († 2010)
- április 4. – Roger Mathis, svájci válogatott labdarúgó († 2015)
- április 9. – Roger Bocquet, svájci válogatott labdarúgó († 1994)
- június 8. – Sándor István, magyar evezős († 2018)
- június 30. – Balthazár Lajos, olimpiai és világbajnoki ezüstérmes vívó († 1995)
- július 5. – Vito Ortelli, olasz kerékpárversenyző († 2017)
- július 21. – Antal Róbert, olimpiai bajnok vízilabdázó († 1995)
- augusztus 1. – Jack Kramer, Wimbledon és US Open bajnok, Davis-kupa-győztes amerikai teniszező († 2009)
- augusztus 4. – Maurice Richard, nyolcszoros Stanley-kupa-győztes, HHOF-tag, kanadai jégkorongozó († 2000)
- augusztus 5. – Jo Backaert, belga válogatott labdarúgó-középpályás
- augusztus 27. – Henri Guérin, francia válogatott labdarúgó, edző († 1995)
- szeptember 3. – André Neury, svájci válogatott labdarúgó († 2001)
- szeptember 12. – Eduardo Cordero, chilei válogatott kosárlabdázó († 1991)
- szeptember 22. – Carlo Turcato, olimpiai ezüstérmes olasz kardvívó († 2017)
- október 1. – Angelo Niculescu, román labdarúgóedző († 2015)
- október 8. – Egon Jönsson, olimpiai bajnok svéd válogatott labdarúgó († 2000)
- október 15. – Fernando Roldán, chilei válogatott labdarúgó, hátvéd († 2019)
- október 19. – Gunnar Nordahl, olimpiai bajnok svéd válogatott labdarúgó († 1995)
- november 9. – Viktor Ivanovics Csukarin, hétszeres olimpiai bajnok szovjet tornász († 1984)
- november 11. – Ron Greenwood, angol labdarúgó, edző († 2006)
- november 19.
  - Michel Bonnevie, olimpiai ezüstérmes francia kosárlabdázó († 2018)
  - Roy Campanella, World Series bajnok amerikai baseballjátékos, National Baseball Hall of Fame and Museum tag († 1993)
- november 21. – Milorad Pavić, jugoszláv-szerb labdarúgó, edző († 2005)
- december 11. – Jean Swiatek, lengyel származású francia válogatott labdarúgó, hátvéd († 2017)
- december 21. – Paul Falk, olimpiai, világ- és Európa-bajnok német műkorcsolyázó († 2017)

## Halálozások
| Halálozás     | Név             | Nemzetiség, sportág, eredmények | Születés |
| ------------- | --------------- | --- | -------- |
| március 30.   | Frank Bancroft  | amerikai baseballmenedzser | 1846     |
| április 3.    | George Bechtel  | amerikai baseballjátékos | 1848     |
| június 5.     | George Rettger  | amerikai baseballjátékos | 1868     |
| június 27.    | Hugh Nicol      | amerikai baseballjátékos | 1858     |
| július 16.    | Arthur Irwin    | kanadai baseballjátékos, Canadian Baseball Hall of Fame tag                                                                                    | 1858     |
| augusztus 21. | Emil Gross      | amerikai baseballjátékos | 1858     |
| szeptember 3. | Jim Clinton     | amerikai baseballjátékos | 1850     |
| október 10.   | Alexander Nevin | amerikai baseballjátékos | 1850     |
| október 24.   | Jimmy Barrett   | amerikai baseballjátékos | 1875     |
| november 4.   | Levi Meyerle    | amerikai baseballjátékos | 1849     |
| november 9.   | Breyer Gyula    | magyar sakkbajnok, sakkfeladványszerző, sakkíró, a vakjáték világhírű játékosa, a sakkelmélet modern iskolájának vezető tagja, központi alakja | 1893     |